# スピントロニクス
スピントロニクス（英: spintronics）とは、固体中の電子が持つ電荷とスピンの両方を工学的に利用、応用する分野のこと。
スピンとエレクトロニクス（電子工学）から生まれた造語である。マグネットエレクトロニクス（英: magnetoelectronics）とも呼ばれるが、スピントロニクスの呼称の方が一般的である。
これまでのエレクトロニクスではほとんどの場合電荷の自由度のみが利用されてきたが、この分野においてはそれだけでなくスピンの自由度も利用しこれまでのエレクトロニクスでは実現できなかった機能や性能を持つデバイスが実現されている。この分野における代表的な例としては1988年に発見された巨大磁気抵抗効果があり、現在ハードディスクドライブのヘッドに使われている。

## 歴史
スピントロニクスは、半導体素子中でのスピンに依存した電子輸送現象が1980年代に発見されたことに端を発している。これには、ジョンソンとシルスビー（1985年）による強磁性金属から通常の金属へのスピン偏極電子注入の観測、およびアルベール・フェールら (1988) とペーター・グリューンベルクら（1988年）による巨大磁気抵抗の発見がある。スピントロニクスの起源は、さらに1970年代のメサルベイとテドロウによって先駆的に行われた強磁性体／超伝導体のトンネル効果の実験、およびジュリエーレによる磁気トンネル接合の初期の実験にまでさかのぼることができる。半導体のスピントロニクスへの利用は、ダッタとダース（1990年）による電界効果スピントランジスタの理論的な提唱が起源である。
2012年、IBMの科学者は1ナノ秒以上持続する同期した電子の永久スピン旋回を作り出した。これはそれまでの結果の30倍程度となり、現代のプロセッサのクロック周期よりも長く持続する。これは電子のスピンを情報処理に用いる研究に新たな道を開いた。

## デバイス
- 電界効果スピントランジスタ

シリコンをチャネル材料として、電極からスピンを注入することでスピンの輸送を試みたり、磁性半導体をチャネル材料として、キャリアをスピン偏極させる手法が研究されている。